# Míndar
Míndar (en llatí Mindarus, en grec antic Μίνδαρος "Míndaros") fou un almirall espartà que va manar la flota durant la Guerra del Peloponès.
El 411 aC va substituir Astíoc com a navarc (almirall). Desconfiant de l'arribada de la flota fenícia promesa pel sàtrapa Tisafernes, va anar a Milet al territori del sàtrapa Farnabazos II, eludint la flota atenenca que esperant aquest moviment s'havia traslladat de Samos a Lesbos. Va sorprendre un esquadró atenenc a Sestos que va perdre alguns vaixells, però va ser seguit cap al nord per la flota que era a Lesbos, dirigida per Trasibul i Tràsil, que el van derrotar a l'Hel·lespont a Cinossema.
Després de la batalla, Míndar va cridar a Hegesàndrides que era a Eubea, i mentre arribava va donar suport a la revolta eòlia a la ciutat d'Antandros contra Tisafernes. Una mica després era a Ilion oferint sacrificis a Atena on va esperar a l'almirall Dorieu de Rodes que mentrestant s'havia trobat amb una flota atenenca superior; la batalla va durar força temps però l'arribada de reforços atenencs dirigits per Alcibíades va donar la victòria als atenencs; Alcibíades va despatxar part de la flota a recaptar diners a les diferents ciutats de l'Hel·lespont i només va quedar amb 40 vaixells, i Míndar, que disposava de 60 vaixells va preparar l'atac; la flota atenenca es va moure a la nit de Sestos a Càrdia on va trobar a Alcibíades amb 5 galeres i després a Trasíbul i Teràmenes amb 20.
Aquesta flota reagrupada es va dirigir a Cízic, on era la flota espartana que havia sortit d'Abidos, a la que va agafar per sorpresa; els espartans van resistir vigorosament però Alcibíades va desembarcar amb 20 vaixells i va atacar als espartans des de la costa. Míndar va desembarcar també i va morir en la batalla, que va resultar una completa victòria atenenca (410 aC). D'aquests fets en parlen Tucídides, Xenofont, Plutarc i Diodor de Sicília.